# خانه تنبور
خانه تنبور، یک مرکز فرهنگی و هنری غیردولتی است که در روستای بان‌زلان در شهرستان دالاهو در استان کرمانشاه قرار دارد. این مرکز فرهنگی و هنری به همت علی‌اکبر مرادی و با هدف آموزش موسیقی و شناساندن و حفظ موسیقی و ساز تنبور ساخته شده‌است. این مرکز در ۲۲ شهریور ۱۳۹۶ با حضور هنرمندان برجستهٔ موسیقی از سراسر ایران افتتاح شد.

## ساختمان خانه تنبور
خانهٔ تنبور شامل چندین بخش جداگانه است و در آن بخش‌هایی چون کتابخانه، سالن آموزش نقاشی و خط، سالن اجرای تنبورنوازی و ... ساخته شده‌است. معمار ساختمان خانه تنبور محمود بیات بوده‌است.

## تلاش علی‌اکبر مرادی برای ساخت خانه تنبور
علی‌اکبر مرادی تمام درآمد آلبوم مقامات تنبور را به همراه پاداش بازنشستگی خود از آموزش و پرورش وقف ساختن خانهٔ تنبور کرد. افزون بر این وجه حاصل از فروش زمین‌های پدری خود در منطقهٔ گوران در استان کرمانشاه را نیز که به دلیل ساخت سد آزادی (زمکان) زیر سد می‌رفت، به این کار اختصاص داد. به گفتهٔ وی در ابتدا مسئولان فرهنگی استان کرمانشاه از وی حمایت کرده و ماشین‌آلات راهسازی و ساختمانی در اختیار وی قرار دادند، اما پس از مدتی در حالی‌که پروژه ۶۰درصد پیشرفت فیزیکی داشت، جلوی ادامهٔ کار گرفته‌شد و به وی اطلاع داده‌شد که پروژه نباید ادامه بیابد. با وجود همۀ مخالفت‌ها و کارشکنی‌ها مرادی باز هم کار را ادامه داد و در نهایت موفق شد ساختمان مرکز را تکمیل کرده و آن را به مرکزی برای پرورش هنرجویان و آموزش موسیقی تبدیل کند.

## افتتاح مرکز
ساختمان خانه تنبور در مراسم اختتامیهٔ نخستین دورهٔ جشنوارهٔ تنبورنوازی «کهن‌آواهای تنبور» که از ۲۰ تا ۲۲ شهریور ۱۳۹۶ در روستای بان‌زلان برگزار شد، افتتاح گردید. در این مراسم هنرمندان برجسته‌ای از سراسر ایران مانند حسین علیزاده، کیهان کلهر، شهرام ناظری، علی‌اکبر شکارچی و ... شرکت داشتند.

## جشنواره کهن‌آواهای تنبور
نخستین دورۀ جشنواره کهن‌آواهای تنبور از ۲۰ تا ۲۲ شهریور ۱۳۹۶ در محل خانۀ‌ تنبور برگزار شد. دومین دورۀ این جشنواره نیز در روزهای ۸ تا ۱۰ شهریور ۱۳۹۷ در همان محل برگزار شد. سومین دورۀ این جشنواره طی روزهای ۳۱ مرداد و ۱ شهریور ۱۳۹۸ در محل خانۀ‌ تنبور برگزار شد.